# جون أبراهامز
جون أبراهامز (بالإنجليزية: Jon Abrahams)‏ مواليد 29 أكتوبر 1977 في نيويورك، نيويورك، الولايات المتحدة، هو ممثل أمريكي بدأ مسيرته الفنية عام 1995.

## الأعمال
- الميت الذي يمشي
- بوسطن العامة
- سكيري موفي
- قابل الوالدين
- برايم

## وصلات خارجية
- جون أبراهامز على موقع IMDb (الإنجليزية)
- جون أبراهامز على موقع ألو سيني (الفرنسية)
- جون أبراهامز على موقع تيرنر كلاسيك موفيز (الإنجليزية)
- جون أبراهامز على موقع أول موفي (الإنجليزية)
- جون أبراهامز على موقع قاعدة بيانات الأفلام السويدية (السويدية)
- جون أبراهامز على موقع إن إن دي بي (الإنجليزية)
- جون أبراهامز على موقع قاعدة بيانات الفيلم (الإنجليزية)
- جون أبراهامز على موقع كينوبويسك (الروسية)